# Sebastian Ernst Klaus Dietz
Sebastian Ernst Klaus Dietz (* 25. Februar 1985 in Worms) ist ein deutscher Diskuswerfer.

## Leben
Dietz  spielte bis 2004 beim VfL Neustadt in der 1. Fußball-Mannschaft als Torwart. Am 27. Februar 2004 verlor er die Kontrolle über sein Auto und prallte frontal in den Gegenverkehr. Der Fahrer eines entgegenkommenden Fahrzeugs erlag seinen Verletzungen. Dietz zog sich schwere Verletzungen zu, aufgrund derer er zunächst nicht mehr laufen konnte. Durch intensive Rehabilitationsmaßnahmen konnte er nach elf Wochen wieder gehen. Mit Hilfe von Wojtek Czyz wechselte er zum TV Wattenscheid und trainierte in der Behindertensportabteilung. Er betätigte sich im Diskuswurf und Kugelstoßen und stellte jeweils nationale Rekorde auf. 2007 trainierte Dietz die D- und C-Jugend-Mannschaften im Fußball mit.
Als Mitglied in der BSG Bad Oeynhausen e. V. gewann Dietz 2012 in London bei den Sommer-Paralympics 2012 die Goldmedaille im Diskuswurf (F35/36) mit 38,54 m. Bei den Sommer-Paralympics 2016 in Rio de Janeiro gewann er im Kugelstoßen (F36) mit einer Weite von 14,84 m die Goldmedaille.
Im Juli 2016 nahm Dietz an der RTL-Show Ninja Warrior Germany – Die stärkste Show Deutschlands teil.

## Ehrungen und Auszeichnungen
Dietz erhielt am 1. November 2016 das Silberne Lorbeerblatt.